# Tokyo Dome Live in Concert
Tokyo Dome Live in Concert — второй и последний концертный альбом хард-рок группы Van Halen, выпущенный 31 марта 2015 года под лейблом Warner Bros.

## Об альбоме
Это первый концертный альбом с оригинальным ведущим-вокалистом - Дэвидом Ли Ротом и нынешним басистом - Вольфгангом Ван Халеном.
Официальный пресс-релиз с анонсом альбома вышел 5 февраля 2015 года. Информация о релизе просочилась на пару дней раньше, а также этому предшествовали нескольких месяцев спекуляций.
В альбоме представлены песни из каждого альбома Van Halen эры Дэвида Ли Рота, включая их выпуск в 2012 году, A Different Kind of Truth, однако альбом не имеет ни одной песни эры Сэмми Хагара. Вокальное исполнение Рота в этом альбоме подверглось критике.
По словам Эдди Ван Халена, группа изначально хотела сделать ремиксы 25 оригинальных демо-версий песен, которые Van Halen сделали до того, как были подписаны на крупный лейбл. Однако оригинальные ленты найти не удалось. Затем они подумали о том, чтобы выпустить записи своих ранних клубных выступлений, но качество звука было сочтено плохим. В результате было принято решение выбрать концертную запись из их тура A Different Kind of Truth Tour. По словам Эдди, у них была рабочая станция - Pro Tools, прикрепленная к микшерному щиту каждую ночь этого тура.
Обложка представляет собой обновление существующей картины 1935 года «Нормандия СС» Кассандра.

## Список композиций
| №   | Название                                                                       | Оригинальный альбом       | Длительность |
| --- | ------------------------------------------------------------------------------ | ------------------------- | ------------ |
| 1.  | «Unchained»                                                                    | Fair Warning              | 4:56         |
| 2.  | «Runnin' with the Devil»                                                       | Van Halen                 | 3:44         |
| 3.  | «She’s the Woman»                                                              | A Different Kind of Truth | 2:57         |
| 4.  | «I'm the One»                                                                  | Van Halen                 | 4:12         |
| 5.  | «Tattoo»                                                                       | A Different Kind of Truth | 4:32         |
| 6.  | «Everybody Wants Some!!»                                                       | Women and Children First  | 8:30         |
| 7.  | «Somebody Get Me a Doctor»                                                     | Van Halen II              | 3:22         |
| 8.  | «China Town»                                                                   | A Different Kind of Truth | 3:22         |
| 9.  | «Hear About It Later»                                                          | Fair Warning              | 5:11         |
| 10. | «(Oh) Pretty Woman»                                                            | Diver Down                | 3:08         |
| 11. | «Me & You (барабанное соло)» (под названием "Drum Strike" на цифровых релизах) |                           | 2:54         |
| 12. | «You Really Got Me»                                                            | Van Halen                 | 5:34         |

| №   | Название                      | Оригинальный альбом      | Длительность |
| --- | ----------------------------- | ------------------------ | ------------ |
| 1.  | «Dance the Night Away»        | Van Halen II             | 4:27         |
| 2.  | «I'll Wait»                   | 1984                     | 5:03         |
| 3.  | «And the Cradle Will Rock...» | Women and Children First | 3:44         |
| 4.  | «Hot for Teacher»             | 1984                     | 5:44         |
| 5.  | «Women in Love…»              | Van Halen II             | 4:25         |
| 6.  | «Romeo Delight»               | Women and Children First | 5:47         |
| 7.  | «Mean Street»                 | Fair Warning             | 5:11         |
| 8.  | «Beautiful Girls»             | Van Halen II             | 3:36         |
| 9.  | «Ice Cream Man»               | Van Halen                | 5:10         |
| 10. | «Panama»                      | 1984                     | 4:20         |
| 11. | «Eruption»                    | Van Halen                | 8:08         |
| 12. | «Ain't Talkin' 'bout Love»    | Van Halen                | 6:07         |
| 13. | «Jump»                        | 1984                     | 5:48         |

## Участники записи
- Алекс Ван Хален — ударные
- Эдвард Ван Хален — электрогитара, бэк-вокал
- Дэвид Ли Рот — вокал, акустическая гитара на Ice Cream Man
- Вольфганг Ван Хален — бас-гитара, бэк-вокал